# كريستوفر فيش
كريستوفر فيش (بالسويدية: Christopher Fish)‏ هو لاعب هوكي جليد سويدي، ولد في 25 مارس 1993 في أوربرو في السويد.

## وصلات خارجية
- كريستوفر فيش على موقع EliteProspects.com (الإنجليزية)
- كريستوفر فيش على موقع Eurohockey.com (الإنجليزية)
- كريستوفر فيش على موقع HockeyDB.com (الإنجليزية)